# 別再叫我外籍新娘
《別再叫我外籍新娘》（英語：The Vietnamese Brides in Taiwan）是公共電視文化事業基金會以「落地台灣、姊妹同國」為主軸的電視劇，請來製作人、導演梁修身拍攝這部電視劇，讓觀眾進一步了解對東南亞來的台灣新移民表達深度的多元文化關懷，正式推出時間為2007年7月份的時候，由越南姊妹們主演在台灣越南配偶的故事。總集數20集。
劇中內容觸碰到高敏感的議題愛滋病，而在當時正值立法院《後天免疫缺乏症候群防治條例修正草案》一讀通過，讓電視劇和真實人生具有更強烈的共鳴。更巧的是當這齣戲劇甫殺青之際，立法院於2007年6月15日凌晨三讀通過該修正案。
2006年公視公開徵求電視劇企劃案，大多以「新臺灣之子」為主流。因此，本劇是台灣電視劇中首先採用真正的外籍配偶來飾演外籍配偶，落實了「融合、共享」的意義。

## 故事大綱
主要是在說明四個新移民家庭的故事。羅真真是壞脾氣的引退舞女，和遲遲不婚的弟弟羅鎮東以及自小一起長大的友伴蕭耀華同住。羅鎮東與蕭耀華受不了羅真真一直要求他們「傳宗接代」，和另外兩位朋友阿欽、張孝男相伴到越南找老婆。老婆找到了，孩子出生了，卻有更多棘手的問題在這四對配偶中逐漸產生了。

## 演員介紹
| 劇中角色名 | 演員名稱       | 角色介紹 |
| ---------- | -------------- | --- |
| 羅真真     | 王琄           | 鎮東的姊姊。父母過世後，一肩扛起家計，無奈學歷不高，無法賺取太多錢供弟弟讀書，只好下海當舞女。                                                                             |
| 羅鎮東     | 宋達民         | 修車廠老闆。在阿欽的唆使下，於越南認識秀珠並成為了夫妻。 |
| 鍾秀珠     | 范明秋         | 羅鎮東的老婆。有著不服輸的性格，只要認為是對的事情，就勇往直前，也因為如此才遠嫁重洋。                                                                                     |
| 沈姿君     | 楊千霈         | 為了協助因愛滋而被迫遣返越南的南風，放棄考取社工師的資格考；協助外籍移民女性爭取權益，帶頭上街抗議。                                                                       |
| 彭曉海     | 林佑威         | 生長在優渥家庭的實習醫生，被君君的個性深深吸引，但君君心中要的是「大海」而非「小海」。因此兩人的婚事因為一些事情而延宕。                                                   |
| 林愛妮     | 阿霈樂團的阿霈 | 君君的好同學、好朋友，是個很多男人喜歡的對象，但不知不覺中愛上了好朋友的男友，進退兩難。                                                                                   |
| 阿欽       | 羅時豐         | 快遞外務，在父母的要求下替自己的哥哥去越南娶妻，但在相處的過程中，與大嫂金惠相愛。                                                                                         |
| 阿廣       | 黃炳輝         | 腦性麻痺患者，力圖以實力贏回老婆的芳心。 |
| 黃氏金惠   | 范瑞薔薇       | 阿廣的老婆。在母親的苦苦哀求下嫁來台灣。來到婆家後才知道自己是跟阿廣結婚，雖然婆家的人對她很好，但是她仍然無法適應，終於爆發憂鬱症。                                       |
| 蕭耀華     | 梁修治         | 保全人員。與鎮東姊弟同為眷村出身，來到都市後就跟青梅竹馬的真真與鎮東住在一起。對真真一直都存有愛慕之心。                                                                   |
| 黎氏梅芳   | 阮氏秋         | 耀華的老婆，在越南被迫賣春，嫁給耀華只是為了脫離人蛇的掌控。因此，不得不和心愛的男人分手，這樣錯誤的決定就此影響了她與燿華。                                               |
| 張孝男     | 蔡阿炮         | 離婚的水電工，上有高堂、下有兩個嗷嗷待哺的孩子。赴越南娶妻只是為了分擔他的重擔。在這不健全的心態下，他因為職業災害而失去了工作能力，因此家中所有的重擔都由老婆翠華所承擔。 |
| 黎氏翠華   | 陳氏秋貞       | 一開始父母並不同意翠華嫁到台灣，但是她卻瞞著父母去相親。卻沒有想到來到台灣後將面臨到更多艱辛的問題。也因為她任性、倔強的個性，導致她加深了事情處理的難度。                 |
| 周氏南風   | 阮氏碧泉       | |
| 阿弟       | 葉恩劭         | |
| 養媽       | 阮映鑾         | |
| 南風父     | 阮厚           | |
| 養媽       | 武氏垂莊       | |
| 秀珠父     | 阮煌成         | |
| 阿欽父     | 章永華         | |
| 阿欽母     | 呂良慧         | |
| 孝男父     | 乾德門         | |
| 孝男母     | 洪瑞霞         | |
| 藍藍       | 邱圓方         | |
| 林醫生     | 衛國泰         | |
| 曉海媽     | 赫蓉           | |

## 製作團隊
- 監製：徐秋華
- 督導：張朝晟
- 製作人：梁修身
- 製作協調：李曉梅
- 編劇：黃素玉、三群編劇小組
- 統籌：羅崇文
- 導演：梁修身
- 副導演：王禮瀅
- 執行製作：林耀德、陳正恭

## 歌曲
| 曲別   | 歌名 | 作詞   | 作曲   | 演唱                                                         | 集數 |
| ------ | ---- | ------ | ------ | ------------------------------------------------------------ | ---- |
| 片頭曲 | 經典 | 鄭進一 | 鄭進一 | 鄭進一、林璇（第1集-第15集） 羅時豐、魏淑鈴（第16集-第20集） | 全劇 |
| 片尾曲 | 顏色 | 梁正群 | 梁正群 | 梁正群                                                       | 全劇 |

## 相關報導
1. 公視台東舉行新移民座談會 討論新移民家庭適應問題面面觀 （页面存档备份，存于）
2. 羅時豐開唱公視「別再叫我外籍新娘」主題曲　出道以來錄唱最久「經典」紀錄（页面存档备份，存于）
3. 公視創先例 越南配偶演別再叫我外籍新娘（页面存档备份，存于）

## 內容資料來源
- 公共電視《別叫我外籍新娘》（页面存档备份，存于）